# Bakurciche
Bakurciche – wieś w Gruzji, w regionie Kachetia, w gminie Gurdżaani. W 2014 roku liczyła 2574 mieszkańców.